# Антрим (окръг, Мичиган)
Окръг Антрим (на английски: Antrim County) е окръг в щата Мичиган, Съединени американски щати. Площта му е 1559 km², а населението - 23 110 души (2000). Административен център е град Белеър.